# Kollusion (Recht)
Kollusion (lateinisch collusio, „geheimes Einverständnis“) ist das unerlaubte Zusammenwirken mehrerer Beteiligter mit der Absicht, einen Dritten zu schädigen.

## Kollusion im Privatrecht
Im Privatrecht kann Kollusion nach herrschender Meinung gemäß § 138 Abs. 1 BGB zur Nichtigkeit des Rechtsgeschäfts wegen Sittenwidrigkeit führen und gemäß § 826 BGB einen Schadensersatzanspruch wegen vorsätzlicher sittenwidriger Schädigung begründen. Nach anderer Ansicht hat der Vertretene analog zu den Regeln des Vertreters ohne Vertretungsmacht im Sinne des § 177 Abs. 1 BGB die Wahl, ob er das Geschäft ablehnen oder genehmigen möchte.
Ein Fall von Kollusion liegt beispielsweise vor, wenn ein Geschäftspartner mit dem Prokuristen einer Gesellschaft einen Vertrag abschließt und beide wissen, dass sie die Gesellschaft schädigen. Dann kann sich der Geschäftspartner nicht darauf berufen, dass die Reichweite der Prokura im Außenverhältnis durch das Gesetz (§ 49 HGB) festgelegt sei und durch Anweisungen aus dem Innenverhältnis nicht beschränkt werden könne.
Wenn kein kollusives Zusammenwirken festgestellt werden kann, kann ein Fall von Missbrauch der Vertretungsmacht bzw. von Evidenz gegeben sein. Diese liegt bereits dann vor, wenn für den Geschäftsgegner objektiv offensichtlich ist, dass der Vertreter im Rahmen seines rechtlichen Könnens im Außenverhältnis die Grenzen des rechtlichen Dürfens im Innenverhältnis überschreitet. Hierfür genügt subjektiv grob fahrlässige Unkenntnis. Dann ist der Dritte zwar nicht schutzwürdig in seinem Vertrauen auf die Vertretungsmacht, er handelt allerdings gerade nicht kollusiv, sodass Sittenwidrigkeit im Sinne von § 138 Abs. 1 und § 826 BGB nicht in Betracht kommen. Stattdessen werden die Bestimmungen der Vertretung ohne Vertretungsmacht (§ 177 Abs. 1 BGB) analog angewendet, gegebenenfalls unter Korrektur der Rechtsfolge über beachtliches Mitverschulden (§ 242 und § 254 BGB).
Bei der Kollusion und ebenso bei der Evidenz handelt es sich um Ausnahmen vom Grundsatz, dass der Vertretene das Risiko eines Missbrauchs der Vertretungsmacht trägt, der sich aus Gesichtspunkten des Verkehrsschutzes heraus begründet. Vor diesem Hintergrund wird auch schnell klar, dass diese Institute die Fälle regeln, in denen das Gegenüber abweichend vom Normalfall nicht schutzwürdig ist.

## Kollusion im Strafrecht

### Kollusion bei Anstiftung
Auch im Strafrecht sind Kollusionen denkbar, wenn mehrere sich verabreden, gemeinsam eine Straftat zu verüben. Nach einer in der strafrechtlichen Literatur teilweise vertretenen Meinung muss bei der Anstiftung der Anstifter (vgl. § 26 StGB) mit dem Haupttäter kollusiv zusammenwirken, also eine Art Unrechtspakt schließen. Nach herrschender Meinung bedarf es lediglich eines Hervorrufens des Tatentschlusses, nach anderer Auffassung ist ein offener geistiger Kontakt notwendig.

### Bedeutung der privatrechtlichen Figur im Strafrecht
Außerdem kann im Strafrecht die oben genannte privatrechtliche Einschränkung der Vollmacht durch die Fälle der Kollusion bei der Untreue (§ 266 StGB) in der Form des Missbrauchstatbestandes eine Rolle spielen, weil nach überwiegender Auffassung in Rechtsprechung und Literatur ein Missbrauch die Wirksamkeit im Außenverhältnis voraussetzt, wohingegen sie bei der Untreue in der Form des Treuebruchstatbestandes unerheblich ist.